# Landschaftsschutzgebiet Elsper Senke–Lennebergland, Typ B
Das Landschaftsschutzgebiet Elsper Senke–Lennebergland, Typ B mit 426,31 ha Flächengröße liegt im Kreis Olpe. Es wurde 2006 durch den Kreistag des Kreises Olpe als Landschaftsschutzgebiet (LSG) vom Typ B (Besonderer Landschaftsschutz: „Schutz prägender Wiesentäler“) mit dem Landschaftsplan Nr. 2 Elsper Senke–Lennebergland ausgewiesen. Das LSG befindet sich auf dem Gebiet von Lennestadt. Das LSG geht bis an Siedlungsränder.

## Beschreibung
Das LSG umfasst Wiesentäler und anderes Grünland.

## Schutzzweck
Die Ausweisung erfolgte zur Sicherung und Erhaltung der natürlichen Erholungseignung und der Leistungsfähigkeit des Naturhaushaltes gegenüber den vielfältigen zivilisatorischen Ansprüchen an Natur und Landschaft. Ferner zum Schutz der Wiesentäler und der dortigen Fließgewässer.
Schutzgegenstand, Schutzzweck:
Offene Wiesentäler mit darin enthaltenen Fließgewässern erfüllen wichtige ökosystemare Vernetzungsfunktionen und bereichern das sonst überwiegend durch Wald geprägte Landschaftsbild in unverzichtbarer Weise.
Die Ausweisung als LSG Typ B erfolgt weitgehend aus den gleichen Gründen wie die Ausweisung des LSG Typ A, zielt jedoch stärker auf die Sicherung des naturschutzfachlichen und landschaftsästhetischen Potenzials der ausgewiesenen Talräume ab.

## Rechtliche Vorschriften
Im Landschaftsschutzgebiet ist unter anderem das Errichten von Bauten und das Ableiten von Grundwasser, auch bei Staunässe, verboten.
Erstaufforstungen und auch die Neuanlage von Weihnachtsbaumkulturen, Schmuckreisig- und Baumschulkulturen sind ebenfalls verboten. Erstaufforstungen von bodenständigen Auen- und/oder Bruchwäldern mit Laubholz zur Entwicklung von Feuchtwald-Lebensräumen sind mit einer Genehmigung der Unteren Naturschutzbehörde möglich. Im LSG kann die Unteren Naturschutzbehörde auf Antrag eine Ausnahme vom Bauverbot für Erweiterung von bestehenden Bauernhöfen und anderen Gebäuden, sowie Anlagen der öffentlichen Ver- und Entsorgung zulassen, wenn das Bauvorhaben mit dem Schutzzweck zu vereinbaren ist. Im LSG gilt auch ein Umbruchverbot für Dauergrünland in Ackerflächen. Umbruch ackerfähiger Flächen im LSG ist nach vorheriger Abstimmung bzw. Genehmigung mit der Landwirtschaftskammer möglich.